# Song Number 1
Song Number 1 е първи сингъл на руското поп трио Серебро от дебютния албум ОпиумRoz.
Песента е известна като представяща Русия на конкурса Евровизия 2007 г. в Хелзинки, Финландия. Там завършва на 3-то място с 207 точки, зад Украйна и победителят Сърбия.

## Обща информация
Песента е композирана от Максим Фадеев, а текста е на Даниил Бабичев. Първоначално Фадеев не планира да участва в националната селекция за Евровизия.
Песента е пусната по радиостанциите, а месец по-късно е заснет и видеоклип, режисиран от Фадеев. Почти по същото време е издаден промосингъла „Song #1“, който съдържа 14 варианта на песента, които носят имена на цветове. Например в Евровизия е изпълнена „червената версия“ на песента. През лятото на 2007 г. в радиопредаване е пусната и руската версия на песента „Песня #1“, а малко по-късно за изтегляне в интернет, става достъпна нецензурираната версия на песента, наречена „Бляди“.

## Евровизия 2007
Финалът се провежда на 12 май 2007 г. в столицата на Финландия – Хелзинки. Многократно солистките на Серебро се оплакват от организацията на състезанието. Широко дискутиран е „въпроса с обувките“, когато на една от певиците са откраднати обувките от гримьорната.
Момичетата са под 15 място, след представителя на Латвия Bonaparti.tl и преди представителя на Германия Роже Цицеро. Това е първата публична поява на групата. Групата завършва на 3-то място с 207 точки, най-висок резултат от 12 точки, те получават от Беларус, Армения и Естония. Нито една точка не дават 5 страни – Австрия, Белгия, Албания, Холандия и Швейцария.

## Позиции в класациите
| Страна (2007)                    | Най-добър резултат |
| -------------------------------- | ------------------ |
| ОНД (Tophit Общ Топ-100)         | 1                  |
| ОНД (Tophit Топ-100)             | 1                  |
| Русия (Tophit Московски Топ-100) | 1                  |
| Швеция                           | 35                 |
| Швейцария                        | 68                 |
| Великобритания                   | 97                 |
| Дания                            | 72                 |

### Позиции в края на годината
| Класация (2007)                             | Позиция |
| ------------------------------------------- | ------- |
| Русия (Love Radio)                          | 31      |
| Русия (Европа Плюс)                         | 27      |
| ОНД (Tophit Общ Топ-200)                    | 10      |
| ОНД (Tophit Общ Топ-200. Рускоезични синги) | 2       |
| ОНД (Tophit Топ-200)                        | 1       |
| Русия (Tophit Московски Топ-200)            | 36      |

## Пародии
През 2007 г. известният руски хуморист Максим Галкин, заснема пародийна версия на песента.